# Silva (Goyanes)
Silva (En gallego y oficialmente A Silva)  es una aldea española del municipio de Puerto del Son, La Coruña, Galicia. Pertenece a la parroquia de Goyanes.
Está situada en el norte del municipio a 82 metros de altura y a 6,5 kilómetros de la capital municipal. Las localidades más cercanas son San Caetano, Mantoño y Motega.  En 2021 tenía una población de 132 habitantes (65 hombres y 67 mujeres).